# Jonathan August Weichert
Jonathan August Weichert (Ziegra-Knobelsdorf, Sajonia, 18 de enero de 1788 - Grimma, 23 de julio de 1844) fue un pedagogo y filólogo clásico alemán.

## Biografía
Era hijo del pastor protestante Johann Gottlob Weichert (1750-1818), con quien se formó inicialmente para poder entrar en el gymnasium o escuela estatal de gramática del estado de Sajonia Santa Afra de Meissen (1801-1806); luego ingresó en la Universidad de Wittenberg para estudiar teología, como deseaba su padre; pero las clases de Christian August Lobeck (1781-1860) le inclinaron definitivamente al estudio de la literatura clásica grecolatina, de forma que terminó por doctorarse el 17 de octubre de 1808 en Filosofía. Lobeck lo incitó a solicitar un puesto para enseñar en el gymnasium o escuela de gramática de Wittenberg, que obtuvo el 11 de marzo de 1809; sus virtudes pedagógicas eran tales que consiguió que sus alumnos pudieran leer a Homero con él, algo que no había sido posible durante mucho tiempo en Wittenberg; el 14 de marzo logró además la titulación requerida para ser privatdozent en su universidad. Cuando Lobeck se marchó (29 de diciembre de 1810), fue elegido rector del gymnasium de Wittenberg. Las turbulencias de las guerras napoleónicas lo obligaron a abandonar esta ciudad en noviembre de 1813 y estuvo una corta temporada en Beucha, cerca de Leipzig. Pero como no le gustaron las condiciones que Wittenberg le ofrecía para volver, solicitó empleo en el Consistorio de Dresde.
En abril de 1814 obtuvo un puesto de profesor de teología en el gymnasium o escuela estatal de gramática San Afra en Meissen, y en abril de 1818 se hizo cargo allí de una cátedra que le dejó tiempo libre para sus trabajos eruditos. Esto cambió el 30 de noviembre de 1818, cuando los achaques del rector de la Escuela de San Agustín en Grimma Friedrich Wilhelm hicieron conveniente que lo sustituyese. Asumió esta tarea, pese a su juventud y los recelos de los profesores más antiguos, el 30 de abril de 1819 y redactó en 1820 un revolucionario nuevo plan de estudios que recalcaba la importancia no solo del estudio de lenguas clásicas antiguas, sino de las modernas, un hito para el panorama educativo sajón, que lo adoptó como modelo. Desde el 1 de octubre de 1823 fue el rector de la institución, promovió los estudios clásicos y la enseñanza de la lengua francesa y permitió que los adjuntos del instituto actuaran como maestros. En 1838 le dieron el título de caballero de la Orden Sajona del Servicio Civil y fue miembro de la Sociedad Latina de Jena. Se jubiló en 1843 y falleció un año después.

## Obras
- De Nonno Panoplitano. Wittenberg 1810
- Epistola critica de C. Valerii Flacci Argonauticis. Leipzig 1812 (en línea)
- Patri optimo ac dilectissimo, Johanni Gottlob Weichert, annum aetatis LX die 7. Sept. 1813 auspicanti gratulatur. Wittenberg 1813
- Genethliacon Patri inscripsit. Wittenberg 1813
- Pomponii Melae de Situ Orbis Libri tres Commentario Car. Henr. Tzchuckii breviori in usum Scholar. Instruxit. Leipzig 1816 (en línea)
- Val. Flacci Argonauticon lib. VIII. notis crit. Et dissertat. De versibus aliquot P. Virg. Mar. Et Caj. Val. Flacci injurio suspectis adjecit. Meißen 1818
- Homeri Iliados Rhapsodia A sive Liber I. cum excerptis ex Eustathii commentariis et scholiis minoribus nec non victorianis Editio altera et auctior. Meißen 1818
- Commentatio I. De versu Poetarum Epicorum Hypermetro. (Memor. Annivers. – scholae regiae Grimm. Indicit.) Grimma 1819
- Rhapsodia I. sive Liber IX. 1821
- Rhapsodia Λ sive Liber XI. 1821
- Obitum Viri perill ac generos Lud. Ehrenfr. De Rackel – Collegar. Et discipulor. Nomine luget. Grimma 1820
- Ueber das Leben und Gedicht des Apollonios von Rhodos. Meißen 1821 (en línea)
- Commentatio de Forbita Timagensis aemulatore ad loc. Horat. I. epist. 19, 15 explic. Grimma 1821
- Illustriss. Ac generos. Viro Hans Aug. Fürcht. De Globig. – gratulatur regia schola Grimmensis. Grimma 1821
- Commentatio de Q. Horatii Flacci Obtrectatoribus. Grimma 1821
- Commentario de turgido Alpino sive de M. Furio Bibaculo, poeta Cremonensi, ad locum Horatii I. Satyr. 10, 36 explicandum Commentatio. Grimma 1822, sobre Marco Furio Bibáculo.
- Commentatio I. de C. Helvio Cinna Poeta. Grimma 1822
- Commentatio II. De C. Helvio Cinna Poeta. Grimma 1823 (en línea)
- Anthologia Graeca sive Collectio Epigrammatum ex Anthol. Gr. Palat. Meißen 1823
- Worte der Weihe. Gesprochen bei der Einweihung des neuen Speisesaales in der königlich sächsischen Landesschule Grimma am 11 Aug. 1823. Grimma 1824
- Commentatio de Tito Septimio Poeta. Grimma 1824
- Epistola qvam viro praecellenti Doctissimo clarissimo M. Friderico Gvilelmo Stvrzio Illustris Moldani nuper Rectori et Professori primo Honorificentissimam muneris vacationem et otium et viro amplissimo Doctissimo clarissimo M. Iohanni Ernesto Rvdolpho KaevfferoProfessori sexto Fausta novi muneris auspicia gratulaturus. Grimma 1824 (Online)
- Commentatio I. de Medea oestro percita ad illustrandam imaginem vasculi prope Cannas in Italia reperti. Grimma 1824 (en línea)
- Commentatio de C. Licinio Calvo, Oratore et Poeta. Grimma 1825
- Prolusio prima de Q. Horatii Flacci Epistolis. Grimma 1826
- Commetatio I. de Laevio Poeta ejusque carminum reliquiis. Grimma 1826
- Commentatio II de Laevio Poeta ejusque carminum reliquiis. Grimma 1827
- Commentatio de C. Valgio Rufo Poeta. Grimma 1827
- Commentatio De Domitio Marso poeta. Grimma 1828 (en línea)
- Encaenia illustris apud Grimam Moldani indicit. Grimma 1828
- De antique Scholarum Provincialium disciplina ejusque salubritate. Oratio in Encaeniis Moldani habita. Grimma 1828
- Commentatio De Hostio poeta, ejusque Carminum Reliquiis. Grimma 1829 (en línea)
- Commentatio I. de L. Vario Poeta. Grimma 1829
- Commentatio II. de L. Vario Poeta. Grimma 1830
- Commentatio III. de L. Vario Poeta. Grimma 1830
- Poetarum latinorum Hostii, Laevii, C. Licinii Calvi, C. Helvii Cinnae, C. Valgii Rufi, Domitii Marsi aliorumque vitae et carminum reliquiae. Leipzig 1830 (en línea)
- Confessionis Fidei Augustanae Memoriam saecularem indicit. Grimma 1830
- Lectionum Venusinarum Partic. I. Grimma 1832 (en línea)
- Commentatio I de Cassio Parmensi Poeta. Grimma 1832, 1834
- Lectionum Venusinarum Partic. II. Grimma 1833
- Commentatio II de Cassio Parmensi Poeta. Grimma 1833, 1834 (en línea)
- Über den Religionsunterricht an der Königl. Landesschule in Grimma. Grimma 1834
- De Lucii Varii et Cassii Parmensis vita et carminibus. Grimma 1836 (en línea)
- De imperatoris Caesaris Augusti scriptis reliquiis. Grimma 1836
- Lectionum Venusinarum libellus. Grimma 1843
- Imperatoris Caesaris Augusti scriptorum reliquiae. Grimma 1846 (en línea)